# Гребнев, Николай Григорьевич
Николай Григорьевич Гребнев (род. 11 сентября 1948, Горький) — советский легкоатлет, специалист по метанию копья. Выступал за сборную СССР по лёгкой атлетике в 1970-х годах, обладатель серебряной медали чемпионата Европы, победитель Кубка Европы, победитель первенств всесоюзного и республиканского значения. Представлял город Витебск и спортивное общество «Урожай». Мастер спорта СССР международного класса.

## Биография
Николай Гребнев родился 11 сентября 1948 года в Горьком.
Занимался лёгкой атлетикой в Витебске, выступал за Белорусскую ССР и добровольное спортивное общество «Урожай». Проходил подготовку под руководством А. Петроченковой.
Впервые заявил о себе в метании копья на всесоюзном уровне в сезоне 1971 года, когда на чемпионате страны в рамках V летней Спартакиады народов СССР в Москве с результатом 81,14 стал серебряным призёром.
В 1974 году выиграл серебряную медаль на чемпионате СССР в Москве (83,60).
На VI летней Спартакиаде народов СССР, прошедшей в 1975 году в Москве, с результатом 83,28 превзошёл всех соперников в метании копья и завоевал золотую медаль. Попав в состав советской сборной, выступил на Кубке Европы в Ницце — занял в своей дисциплине первое место, показав результат 84,30 метра.
В 1976 году взял бронзу на чемпионате СССР в Киеве (83,90).
В 1977 году одержал победу на чемпионате СССР в Москве (86,54) и на Кубке Европы в Хельсинки (87,18).
Представлял Советский Союз на чемпионате Европы 1978 года в Праге — здесь метнул копьё на 87,82 метра и стал серебряным призёром, уступив только немцу Михаэлю Вессингу.
За выдающиеся спортивные достижения удостоен почётного звания «Мастер спорта СССР международного класса».